# Fanna (wyspa)
Fanna (również Fana) – wyspa położona na Oceanie Spokojnym, należąca do państwa Palau, stan Sonsorol. Powierzchnia wyspy wynosi 0,54 km², według spisu z 2000 roku, wyspa jest niezamieszkana. Otoczona jest rafą koralową, oddaloną od jej wybrzeża od 160 do 480 metrów. Fanna ma kształt zbliżony do koła o średnicy około 350 metrów. Jest porośnięta palmami kokosowymi i innymi drzewami.
Na wyspie nie znajdują się żadne zabudowania, a spis z 2000 roku nie wykazał jakichkolwiek osób ją zamieszkujących, jednak Fanna uznawana jest za wspólnotę stanu Sonsorol. W 2000 roku zarządcą wspólnoty był formalnie Mariano Carlos. Najbliższą wyspą jest wyspa Sonsorol.